# 卢奇纳斯科
卢奇纳斯科（義大利語：Lucinasco），是意大利因佩里亚省的一个市镇。总面积8.2平方公里，人口289人，人口密度35.2人/平方公里（2009年）。ISTAT代码为008033。